# Дори, Пьер Анри
 Пьер Анри́ Дори́  (фр. Pierre Henri Dorie; 23 сентября 1839, Вандея, Франция — 7 марта 1866, Сеул, Корея) — святой Римско-Католической Церкви, священник, миссионер, мученик, член католической миссионерской организации «Парижское Общество Заграничных Миссий».

## Биография
В 1862 году Пьер Анри Дори поступил учиться в семинарию. 14.06.1863 года продолжил своё теологическое образование в семинарии католической миссионерской организации «Парижское Общество Заграничных Миссий». 31.05.1864 года был рукоположён в сан священника, после чего его отправили на миссию в Корею.
В 1856 году для Католической Церкви в Корее был назначен епископ Симеон Франсуа Бернё, который прибыл в Корею с группой католических священников, чтобы проповедовать католицизм и заниматься пастырской деятельностью среди корейских католиков. Среди прибывших священников был и Пьер Анри Дори, который сразу же после прибытия стал изучать корейский язык. Занимался пастырской и миссионерской деятельностью в провинции Кёнгидо.
В конце восемнадцатого и до последней четверти девятнадцатого века в Корее были жестокие гонения на католиков, которым под угрозой смерти запрещалось открыто исповедовать свою веру. Миссионерам приходилось работать в условиях подполья. 7 марта 1866 года Пьер Анри Дори был арестован вместе с епископом Симеоном Франсуа Бернё и другими священниками. Пьер Анри Дори был казнён в Сеуле.

## Прославление
6 мая 1984 года Пьер Анри Дори был причислен к лику святых римским папой Иоанном Павлом II в группе 103 корейских мучеников. День памяти — 20 сентября.